# Kurzbahnweltmeisterschaften 1995
| Kurzbahnweltmeisterschaften 1995 | Kurzbahnweltmeisterschaften 1995 |
| -------------------------------- | -------------------------------- |
| Veranstaltungsort                | Rio de Janeiro                   |
| Teilnehmende Nationen            | 57                               |
| Teilnehmende Athleten            | 350                              |
| Entscheidungen                   | 32                               |
| Eröffnung                        | 30. November 1995                |
| Abschluss                        | 3. Dezember 1995                 |

| Medaillenspiegel | Medaillenspiegel           | Medaillenspiegel | Medaillenspiegel | Medaillenspiegel | Medaillenspiegel |
| Platz            | Land                       | G                | S                | B                | Gesamt           |
| ---------------- | -------------------------- | ---------------- | ---------------- | ---------------- | ---------------- |
| 1                | Australien                 | 12               | 7                | 7                | 26               |
| 2                | Volksrepublik China        | 5                | 2                | 2                | 9                |
| 3                | Brasilien                  | 3                | 2                | 1                | 6                |
| 4                | Kanada                     | 2                | 5                | 0                | 7                |
| 5                | Costa Rica Kuba            | 2                | 0                | 0                | 2                |
| 7                | Deutschland                | 1                | 4                | 5                | 10               |
| 8                | Vereinigtes Königreich     | 1                | 2                | 1                | 4                |
| 9                | Neuseeland                 | 1                | 2                | 0                | 3                |
| 10               | Dänemark                   | 1                | 1                | 2                | 4                |
| 11               | USA                        | 1                | 0                | 2                | 3                |
| 12               | Venezuela                  | 1                | 0                | 1                | 2                |
| 13               | Niederlande                | 0                | 3                | 0                | 3                |
| 14               | Ukraine                    | 0                | 2                | 0                | 1                |
| 15               | Russland                   | 0                | 1                | 2                | 3                |
| 16               | Slowakei                   | 0                | 1                | 1                | 2                |
| 17               | Polen                      | 0                | 0                | 3                | 3                |
| 18               | Schweden                   | 0                | 0                | 2                | 2                |
| 19               | Frankreich Rumänien Ungarn | 0                | 0                | 1                | 1                |

Die Kurzbahnweltmeisterschaften 1995 im Schwimmen fanden vom 30. November bis 3. Dezember 1995 in Rio de Janeiro statt und wurden vom internationalen Schwimmverband FINA organisiert.

## Zeichenerklärung
- WR – Weltrekord

## Schwimmen Männer

### Freistil

#### 50 m Freistil
| Platz | Land                | Athlet            | Zeit     |
| ----- | ------------------- | ----------------- | -------- |
| 1     | Venezuela           | Francisco Sánchez | 00:21,80 |
| 2     | Brasilien           | Fernando Scherer  | 00:22,08 |
| 3     | Volksrepublik China | Changji Jiang     | 00:22,17 |

#### 100 m Freistil
| Platz | Land      | Athlet            | Zeit     |
| ----- | --------- | ----------------- | -------- |
| 1     | Brasilien | Fernando Scherer  | 00:47,97 |
| 2     | Brasilien | Gustavo Borges    | 00:48,00 |
| 3     | Venezuela | Francisco Sánchez | 00:48,46 |

#### 200 m Freistil
| Platz | Land       | Athlet         | Zeit     |
| ----- | ---------- | -------------- | -------- |
| 1     | Brasilien  | Gustavo Borges | 01:45,55 |
| 2     | Neuseeland | Trent Bray     | 01:46,18 |
| 3     | Australien | Michael Klim   | 01:46,44 |

#### 400 m Freistil
| Platz | Land        | Athlet          | Zeit     |
| ----- | ----------- | --------------- | -------- |
| 1     | Australien  | Daniel Kowalski | 03:45,14 |
| 2     | Deutschland | Jörg Hoffmann   | 03:45,65 |
| 3     | Australien  | Malcolm Allen   | 03:47,00 |

#### 1500 m Freistil
| Platz | Land            | Athlet          | Zeit     |
| ----- | --------------- | --------------- | -------- |
| 1     | Australien      | Daniel Kowalski | 14:48,51 |
| 2     | Verein. Königr. | Ian Wilson      | 14:49,72 |
| 3     | Deutschland     | Jörg Hoffmann   | 15:05,36 |

### Schmetterling

#### 100 m Schmetterling
| Platz | Land       | Athlet         | Zeit        |
| ----- | ---------- | -------------- | ----------- |
| 1     | Australien | Scott Miller   | 00:52,38 WR |
| 2     | Russland   | Denis Pimankow | 00:52,64    |
| 3     | Australien | Michael Klim   | 00:52,80    |

#### 200 m Schmetterling
| Platz | Land        | Athlet             | Zeit        |
| ----- | ----------- | ------------------ | ----------- |
| 1     | Australien  | Scott Goodman      | 01:54,79 WR |
| 2     | Australien  | Scott Miller       | 01:56,36    |
| 3     | Deutschland | Chris-Carol Bremer | 01:57,30    |

### Rücken

#### 100 m Rücken
| Platz | Land            | Athlet         | Zeit     |
| ----- | --------------- | -------------- | -------- |
| 1     | Kuba            | Rodolfo Falcón | 00:53,12 |
| 2     | Verein. Königr. | Neil Willey    | 00:53,23 |
| 3     | Deutschland     | Jirka Letzin   | 00:53,65 |

#### 200 m Rücken
| Platz | Land   | Athlet         | Zeit     |
| ----- | ------ | -------------- | -------- |
| 1     | Kuba   | Rodolfo Falcón | 01:55,16 |
| 2     | Kanada | Chris Renaud   | 01:55,27 |
| 3     | Ungarn | Tamás Deutsch  | 01:56,18 |

### Brust

#### 100 m Brust
| Platz | Land        | Athlet             | Zeit     |
| ----- | ----------- | ------------------ | -------- |
| 1     | Deutschland | Mark Warnecke      | 00:59,89 |
| 2     | Neuseeland  | Paul Kent          | 01:00,14 |
| 3     | Russland    | Stanislaw Lopuchow | 01:00,33 |

#### 200 m Brust
| Platz | Land                | Athlet          | Zeit     |
| ----- | ------------------- | --------------- | -------- |
| 1     | Volksrepublik China | Yiwu Wang       | 02:11,11 |
| 2     | Australien          | Ryan Mitchell   | 02:11,46 |
| 3     | Frankreich          | Jean-Lionel Rey | 02:11,92 |

### Lagen

#### 200 m Lagen
| Platz | Land       | Athlet          | Zeit     |
| ----- | ---------- | --------------- | -------- |
| 1     | Australien | Matthew Dunn    | 01:56,86 |
| 2     | Kanada     | Curtis Myden    | 01:58,56 |
| 3     | Polen      | Marcin Maliński | 01:58,61 |

#### 400 m Lagen
| Platz | Land       | Athlet          | Zeit        |
| ----- | ---------- | --------------- | ----------- |
| 1     | Australien | Matthew Dunn    | 04:08,02 WR |
| 2     | Kanada     | Curtis Myden    | 04:09,39    |
| 3     | Polen      | Marcin Maliński | 04:10,37    |

### Staffel

#### Staffel 4 × 100 m Freistil
| Platz | Land       | Athleten                                                                 | Zeit     |
| ----- | ---------- | ------------------------------------------------------------------------ | -------- |
| 1     | Brasilien  | - Fernando Scherer - Alexandre Massura - André Cordeiro - Gustavo Borges | 03:12,42 |
| 2     | Australien | - Hawke Vrett - Michael Klim - Richard Upton - Matthew Dunn              | 03:17,27 |
| 3     | Rumänien   | - Ivan Nicolae - Razvan Petcu - Alexandru Ioanavici - Nicolae Butacu     | 03:17,40 |

#### Staffel 4 × 200 m Freistil
| Platz | Land        | Athleten                                                                   | Zeit     |
| ----- | ----------- | -------------------------------------------------------------------------- | -------- |
| 1     | Australien  | - Michael Klim - Matthew Dunn - Malcolm Allen - Daniel Kowalski            | 07:07,97 |
| 2     | Deutschland | - Chris-Carol Bremer - Steffen Zesner - Torsten Spanneberg - Jörg Hoffmann | 07:13,42 |
| 3     | Brasilien   | - Cassiano Leal - Fernando Zaez - Teófilo Ferreira - Gustavo Borges        | 07:13,64 |

#### Staffel 4 × 100 m Lagen
| Platz | Land       | Athleten                                                              | Zeit     |
| ----- | ---------- | --------------------------------------------------------------------- | -------- |
| 1     | Neuseeland | - Jonathan Winter - Paul Kent - Murray Burdan - Nicholas Tongue       | 03:35,69 |
| 2     | Australien | - Adrian Radley - Robert van der Zant - Scott Miller - Michael Klim   | 03:36,35 |
| 3     | Russland   | - Sergei Sudakow - Alexander Tkatschow - Denis Pimankow - Juri Muchin | 03:36,88 |

## Schwimmen Frauen

### Freistil

#### 50 m Freistil
| Platz | Land                | Athlet        | Zeit     |
| ----- | ------------------- | ------------- | -------- |
| 1     | Volksrepublik China | Le Jingyi     | 00:24,62 |
| 2     | Niederlande         | Angela Postma | 00:25,10 |
| 3     | Deutschland         | Sandra Völker | 00:25,21 |

#### 100 m Freistil
| Platz | Land                | Athlet        | Zeit     |
| ----- | ------------------- | ------------- | -------- |
| 1     | Volksrepublik China | Le Jingyi     | 00:53,23 |
| 2     | Volksrepublik China | Chao Na       | 00:54,52 |
| 3     | Deutschland         | Sandra Völker | 00:54,69 |

#### 200 m Freistil
| Platz | Land       | Athlet            | Zeit        |
| ----- | ---------- | ----------------- | ----------- |
| 1     | Costa Rica | Claudia Poll      | 01:55,42 WR |
| 2     | Australien | Susan O’Neill     | 01:56,47    |
| 3     | Slowakei   | Martina Moravcová | 01:56,61    |

#### 400 m Freistil
| Platz | Land            | Athlet           | Zeit     |
| ----- | --------------- | ---------------- | -------- |
| 1     | Costa Rica      | Claudia Poll     | 04:05,18 |
| 2     | Niederlande     | Carla Geurts     | 04:06,20 |
| 3     | Verein. Königr. | Sarah Hardcastle | 04:07,20 |

#### 800 m Freistil
| Platz | Land                | Athlet           | Zeit     |
| ----- | ------------------- | ---------------- | -------- |
| 1     | Verein. Königr.     | Sarah Hardcastle | 08:26,46 |
| 2     | Niederlande         | Carla Geurts     | 08:28,10 |
| 3     | Volksrepublik China | Ping Luo         | 08:29,95 |

### Schmetterling

#### 100 m Schmetterling
| Platz | Land                | Athlet         | Zeit        |
| ----- | ------------------- | -------------- | ----------- |
| 1     | Volksrepublik China | Liu Limin      | 00:58,68 WR |
| 2     | Australien          | Susan O’Neill  | 00:58,69    |
| 3     | Australien          | Angela Kennedy | 00:58,74    |

#### 200 m Schmetterling
| Platz | Land                | Athlet         | Zeit        |
| ----- | ------------------- | -------------- | ----------- |
| 1     | Australien          | Susan O’Neill  | 02:06,18 WR |
| 2     | Volksrepublik China | Liu Limin      | 02:06,51    |
| 3     | Dänemark            | Mette Jacobsen | 02:11,07    |

### Rücken

#### 100 m Rücken
| Platz | Land     | Athlet          | Zeit     |
| ----- | -------- | --------------- | -------- |
| 1     | USA      | Misty Hyman     | 01:00,21 |
| 2     | Dänemark | Mette Jacobsen  | 01:00,25 |
| 3     | USA      | Barbara Bedford | 01:00,63 |

#### 200 m Rücken
| Platz | Land        | Athlet         | Zeit     |
| ----- | ----------- | -------------- | -------- |
| 1     | Dänemark    | Mette Jacobsen | 02:08,18 |
| 2     | Deutschland | Dagmar Hase    | 02:09,00 |
| 3     | Australien  | Leigh Habler   | 02:09,33 |

### Brust

#### 100 m Brust
| Platz | Land       | Athlet              | Zeit        |
| ----- | ---------- | ------------------- | ----------- |
| 1     | Australien | Samantha Riley      | 01:05,70 WR |
| 2     | Ukraine    | Switlana Bondarenko | 01:07,78    |
| 3     | Australien | Linley Frame        | 01:08,61    |

#### 200 m Brust
| Platz | Land       | Athlet              | Zeit        |
| ----- | ---------- | ------------------- | ----------- |
| 1     | Australien | Samantha Riley      | 02:20,85 WR |
| 2     | Ukraine    | Switlana Bondarenko | 02:24,78    |
| 3     | Polen      | Alicja Pęczak       | 02:25,62    |

### Lagen

#### 200 m Lagen
| Platz | Land       | Athlet            | Zeit     |
| ----- | ---------- | ----------------- | -------- |
| 1     | Australien | Elli Overton      | 02:11,67 |
| 2     | Slowakei   | Martina Moravcová | 02:11,91 |
| 3     | Schweden   | Louise Karlsson   | 02:12,38 |

#### 400 m Lagen
| Platz | Land     | Athlet             | Zeit     |
| ----- | -------- | ------------------ | -------- |
| 1     | Kanada   | Joanne Malar       | 04:36,40 |
| 2     | Kanada   | Nancy Sweetnam     | 04:37,04 |
| 3     | Dänemark | Britta Vestergaard | 04:37,10 |

### Staffel

#### Staffel 4 × 100 m Freistil
| Platz | Land                | Athleten                                                              | Zeit     |
| ----- | ------------------- | --------------------------------------------------------------------- | -------- |
| 1     | Volksrepublik China | - Chao Na - Ying Shan - Xue Han - Le Jingyi                           | 03:37,00 |
| 2     | Australien          | - Melanie Dodd - Sarah Ryan - Anna Windsor - Susan O’Neill            | 03:38,72 |
| 3     | Schweden            | - Johanna Sjöberg - Louise Karlsson - Linda Olofsson - Louise Jöhncke | 03:40,06 |

#### Staffel 4 × 200 m Freistil
| Platz | Land        | Athleten                                                                | Zeit     |
| ----- | ----------- | ----------------------------------------------------------------------- | -------- |
| 1     | Kanada      | - Marianne Limpert - Shannon Shakespeare - Sarah Evanetz - Joanne Malar | 07:58,25 |
| 2     | Deutschland | - Dagmar Hase - Kerstin Kielgass - Julia Jung - Franziska van Almsick   | 08:01,11 |
| 3     | Australien  | - Anna Windsor - Samantha Mackie - Nicole Stevenson - Susan O’Neill     | 08:01,86 |

#### Staffel 4 × 100 m Lagen
| Platz | Land       | Athleten                                                              | Zeit     |
| ----- | ---------- | --------------------------------------------------------------------- | -------- |
| 1     | Australien | - Elli Overton - Samantha Riley - Angela Kennedy - Susan O’Neill      | 04:00,46 |
| 2     | Kanada     | - Julie Howard - Lisa Flood - Jessica Amey - Shannon Shakespeare      | 04:03,89 |
| 3     | USA        | - Barbara Bedford - Kelli King-Bednar - Misty Hyman - Courtney Shealy | 04:04,34 |